# Brachyistius frenatus
Brachyistius frenatus ist ein Fisch aus der Familie der Brandungsbarsche (Embiotocidae). Er lebt an den Küsten des östlichen Pazifik von British Columbia bis zum mittleren Niederkalifornien und bei der Insel Guadalupe. Die Fische leben  in den Tangwäldern, entfernen sich nie weit von diesen und halten sich vor allem in flachem Wasser bis in Tiefen von maximal 30 Metern auf. Sie ernähren sich von kleinen Krebstieren, die sie vor allem vom Tang abpicken. Außerdem putzen sie andere Fische und fressen dabei deren Parasiten. Im Sommer bilden sie große Schwärme.

## Merkmale
Brachyistius frenatus wird 22 cm lang. Seine Farbe ist variabel, olivbraun oder goldbraun, oft ähnlich der Farbe des Tangs. Oberhalb der Seitenlinienorgans sind sie dunkler oder kupferfarben, manchmal mit kleinen blauen Punkten. Unterhalb der Seitenlinie sind die Tiere heller und oft etwas rötlich. Entlang der Flanken zieht sich oft ein unregelmäßiger, heller Streifen. Die Flossen sind durchscheinend und schimmern rosa. Der vordere Teil der Afterflosse ist dunkler. Der obere Teil der Brustflossenbasis ist für gewöhnlich mit kleinen schwarzen Punkten gesprenkelt.
Das Maul ist leicht oberständig, der Kopf oberhalb der Augen konkav. Die Rückenflosse ist kurz, der Abstand zwischen dem Ende der Rückenflosse und der Schwanzflosse groß. Die höchsten Hartstrahlen der Rückenflosse sind genau so lang wie die Weichstrahlen. 
Flossenformel: Dorsale VII–IX/13–16, Anale III/21–24